# Подводные лодки проекта 613
Подво́дные ло́дки прое́кта 613 (по классификации НАТО: «Whiskey» — «Виски») — серия средних дизель-электрических подводных лодок Военно-морского флота СССР, построенных в 1951—1957 годах. Серия стала самой массовой в советском подводном флоте: было построено 215 подводных лодок. 43 лодки впоследствии были переданы различным странам, ещё 21 лодка была построена в Китае по советским чертежам и с использованием советских комплектующих.
За период службы в ВМФ СССР подводных лодок проекта 613 и их модификаций в мирное время потеряно 2 корабля:
- С-80 — погибла в 1961 году в Баренцевом море вероятнее всего из-за ошибок в управлении;
- С-178 — погибла в 1981 году в Японском море из-за столкновения с теплоходом «Рефрижератор-13».

## История проектирования
В 1942 году конструкторы из ЦКБ-18 начали работу над проектом новой средней подводной лодки, предназначенной для замены лодок типа «Щука». Проект получил номер 608, главным инженером был назначен В. Н. Перегудов. Первоначальный предложенный конструкторами вариант имел водоизмещение 770—800 тонн, однако заказчики посчитали такие размеры слишком большими и проектное водоизмещение было задано в 640—660 тонн. Параллельно в КБ завода № 194 разрабатывался вариант проекта, обозначенный 608-1. В 1944 году оба проекта были представлены в Управление кораблестроения, но поддержки не получили из-за невыполнения требований по вооружению и радиусу действия.
30 июля 1944 года в Финском заливе была потоплена немецкая субмарина U-250 типа VIIC. Затонувшую на глубине 27 метров лодку в октябре подняли и отбуксировали в Кронштадт. Нарком ВМФ Н. Г. Кузнецов в январе 1945 года издал приказ, в соответствии с которым прекращались работы по проекту 608 и начиналось создание проекта 613, который должен быть основан на конструкции немецкой лодки, но с некоторым увеличением водоизмещения с 770 до 800 тонн. После окончания войны советские специалисты ознакомились с недостроенными германскими «электролодками» типа XXI, которые были захвачены на верфях Данцига. Весной 1946 года из Великобритании были получены четыре достроенных лодки типа XXI. Результатом морских испытаний этих кораблей стало полное изменение технического задания по проекту 613 в августе 1946 года, а тип XXI был взят за основу нового варианта проекта основной советской послевоенной подлодки. Эскизный проект был завершён в октябре 1947 года, рабочие чертежи были готовы к августу 1948 года.

## История строительства
Строительство подводных лодок проекта 613 велось с 1950 по 1957 годы. Всего было построено 215 подводных лодок, из них 115 — в Горьком на заводе № 112 «Красное Сормово», 76 — в Николаеве на заводе № 444 «им. Носенко», 19 — в Ленинграде на заводе № 189 «Балтийский завод им. Орджоникидзе», 7 — в Комсомольск-на-Амуре на заводе № 199 «им. Ленинского Комсомола». Темпы строительства были очень высоки. В среднем каждые пять дней флот получал новую подводную лодку. Годовое производство доходило до 73 единиц. В процессе постройки в проект часто вносились изменения.
Головными подлодками стали заложенная в Горьком С-80 и ленинградская С-61.

## Конструкция

### Корпус
Проект 613 имеет двухкорпусную конструкцию. Цельносварной прочный корпус с внутренним размещением шпангоутов разделяется водонепроницаемыми переборками на 7 отсеков:
1. Торпедный. Отсек-убежище.
2. Аккумуляторный и жилой.
3. Центральный пост. Отсек-убежище.
4. Вторая группа аккумуляторов, жилые помещения старшин.
5. Дизельный.
6. Электромоторный.
7. Торпедный. Отсек-убежище.

Первый, третий и седьмой отсеки отделялись вогнутыми переборками, рассчитанными на давление в 10 атмосфер (глубина 90 м), остальные переборки были плоскими и выдерживали давление в 1 атмосферу.
На палубе лодки в районах первого и седьмого отсеков находились аварийные буи, которые в случае аварии всплывали, показывая местоположение лодки и позволяя связаться с поверхности с подводниками в отсеках-убежищах посредством телефонной связи по кабелю, соединяющему буй с лодкой.
Аккумуляторные отсеки, второй и четвёртый, имели сечение в виде вертикальной «сопряжённой восьмёрки»: в нижней части, имевшей больший диаметр, размещались аккумуляторные батареи. Это конструктивное решение было позаимствовано с германских субмарин.

### Система погружения и всплытия
Погружение лодки осуществлялось приёмом воды в 10 цистерн главного балласта, размещённых в лёгком корпусе. С целью упрощения конструкции и снижения стоимости кингстоны имелись только в цистернах № 4 и № 5.

### Силовая установка и ходовые характеристики
Основой энергетической установки были два двухтактных дизельных двигателя модели 37Д, которые при равной с выпускавшимися в годы войны дизелями 1Д мощности (2000 л. с.) имели меньшие габариты, но были более шумными. В крейсерском положении они разгоняли лодку до максимальной скорости в 18,25 узла. Экономическая надводная скорость составляла 8-10 узлов. Запаса топлива хватало на 8580 миль при 10 узлах или на 13000 миль при 8 узлах.
Два главных электродвигателя модели ПГ-101 имели мощность по 1350 л. с. обеспечивали скорость полного подводного хода в 13,1 узла, которая могла поддерживаться в течение часа. Два электродвигателя экономического хода модели ПГ-103 имели мощность по 50 л. с. и разгоняли лодку под водой до скорости 1,97 узла. На экономических электродвигателях заряда батарей хватало на 352 мили подводного хода.
Дизели и главные электродвигатели соединялись шинно-пневматическими разобщительными муфтами «ШПРМ», которые, по сравнению с ранее применявшимися муфтами «Бамаг», упрощали процесс монтажа гребных валов и позволяли установить дизели и валы на звукоизолирующих амортизаторах. Электродвигатели экономического хода соединялись с гребными валами через бесшумные текстропные передачи и фрикционные муфты.
Электропитание в подводном положении обеспечивали две группы аккумуляторных батарей 46СУ по 112 элементов в каждой, размещённые во втором и четвёртом отсеках. Их зарядка осуществлялась главными электродвигателями, которые вращались дизелями и работали в режиме генераторов электроэнергии.
Лодки проекта 613 оснащались устройством работы дизелей под водой (РДП), которое представляло собой выдвижную шахту, которая позволяла находясь на перископной глубине осуществлять забор воздуха для вентиляции отсеков и работы дизелей. Специальный поплавковый клапан предохранял шахту от попадания воды. Применение РДП позволяло как идти под водой на дизельном ходу, так и использовать дизели для зарядки аккумуляторных батарей без всплытия.

### Вооружение
Артиллерийское вооружение состояло из спаренной автоматической установки СМ-24-ЗиФ калибра 57 мм, и спаренной автоматической зенитной пушки 2М-8 калибра 25 мм образца 1945 года. В 1956 году в связи с развитием реактивной авиации, размещение артиллерии на подводных кораблях было признано не обеспечивающим противовоздушную оборону, и орудия были демонтированы, что уменьшило экипаж и увеличило подводную скорость лодок.
Торпедное вооружение лодки составляли 6 торпедных аппаратов калибра 533 мм: 4 носовых и 2 кормовых. Для носовых аппаратов в 1 отсеке на стеллажах хранились 6 запасных торпед. Вместо 10 носовых торпед лодка могла брать 20 мин типа АМД-1000: по две мины в каждый аппарат и 12 мин на стеллажах. Торпедная стрельба осуществлялась с глубин до 30 метров.

### Радиоэлектронное оборудование
Комплекс радиоэлектронного оснащения проекта 613 в процессе постройки и эксплуатации неоднократно изменялся. Подводные лодки получили радиолокационную станцию обнаружения надводных целей «Флаг». Гидролокатор «Тамир-5Л» и станция шумопеленгования «Марс-24КИГ» (впоследствии заменялась на «Феникс») обеспечивали обнаружение целей в подводном положении.

## Модификации
Проект 613 имел множество модификаций, разработанных для улучшения характеристик лодок, испытаний новых видов вооружения, выполнения дополнительных задач. Некоторое количество модификаций не было реализовано.
| Проект             | Подлодок | Главный конструктор | Назначение | Новое вооружение, оборудование                     |
| ------------------ | -------- | ------------------- | --- | -------------------------------------------------- |
| 613В               | 27       |                     | увеличенная до 45 суток автономность                                                                                    |                                                    |
| 613М               |          |                     | испытание новых систем вооружения                                                                                       |                                                    |
| С-384, проект 613Ц |          |                     | испытание новых систем вооружения                                                                                       | глубина применения торпед 70 м                     |
| 613Э «Катран»      | 1        |                     | с электрохимическими генераторами (ЭХГ). Переоборудована С-273 или C-293                                                |                                                    |
| 640                | 4        | Я. Е. Евграфов      | станции дальнего радиолокационного обзора (в дальнейшем модифицировались по проекту 640Ц и разрабатывались 640У и 640Т) | РЛС «Касатка»                                      |
| П-613              |          |                     | испытание ракетного комплекса                                                                                           | П-5                                                |
| 644                | 6        | П. П. Пустынцев     | оснащены КР; дальнейшее развитие — 644Д и 644.7                                                                         | 2 x П-5                                            |
| 665                | 6        | Б. А. Леонтьев      | оснащены КР; развитие проекта 644. Построено 6 лодок.                                                                   | 4 x П-5                                            |
| 613-А              | 1        |                     | испытание ракетного комплекса                                                                                           | П-70 Аметист                                       |
| 613-АД             | 1        |                     | испытание ракетного комплекса                                                                                           | П-70 Аметист                                       |
| 613П-120           | 1        |                     | испытание ракетного комплекса                                                                                           | П-120 Малахит                                      |
| В613               | С-229    |                     | | Р-11ФМ                                             |
| 613Д4              |          |                     | опытовые лодки для проведения испытаний по подводному старту ракет                                                      | Р-21                                               |
| 613Д5              |          |                     | опытовые лодки для проведения испытаний по подводному старту ракет                                                      | Р-27                                               |
| 613Д7              |          |                     | опытовые лодки для проведения испытаний по подводному старту ракет                                                      | Д-7                                                |
| 613РВ              |          |                     | испытание ракето-торпед                                                                                                 |                                                    |
| 613С               | С-43     | С. Н. Якимовский    | испытание спасательного оборудования                                                                                    |                                                    |
| 613Е               | С-156    |                     | оснащение подлодок баллонами ВВД большей ёмкости                                                                        | проект 613Е был оснащен системой ВВД 400 кг/см.кв. |

- Модель ПЛ проекта 640
- Подводная лодка проекта 644 с двумя крылатыми ракетами П-5, 1973 год
- Музейная подводная лодка проекта 613 в Сурабае, 2009

- Изначальный проект 613
- Проект 644
- Проект 665
- Проект 613 с демонтированной артиллерией

- Две лодки, С-148 и С-227 были переоборудованы как подводные станции для биологических исследований и получили имена «Северянка»[6] и «Славянка»,

и многие другие модификации.

## Окончание истории проекта
Дальнейшим развитием проекта стал проект 633.
В 1989 году 17 списанных подводных лодок проекта 613, построенных в 1951—1957 гг., были переданы Советским Союзом компании PepsiCo в качестве оплаты за поставки её продуктов. Перед этим с лодок было снято всё вооружение. Каждая из подлодок обошлась компании в 150 тысяч долларов. Все они были перепроданы в качестве металлолома.